# Blood on the Dance Floor
Blood on the Dance Floor: HIStory In The Mix är ett musikalbum av Michael Jackson som släpptes den 20 maj 1997. Albumet består av fem nya låtar och några remixer av några låtar från HIStory-skivan. Albumet har sålt drygt 3 miljoner skivor, vilket har gjort albumet till världens mest sålda remixalbum. I Sverige låg albumet en tid sommaren 1997 bland topp-20 på "Skivtoppen". Låten "Is It Scary" skulle ha släppts som singel med drogs tillbaka. "Ghosts" släpptes som singel och blev en hit och musikvideon till låten är över 35 minuter lång vilket gör den till världens längsta musikvideo enligt Guinness Rekordbok. Titellåten blev inte så populär i USA men den funkade mycket bättre i Europa där den blev en stor hit.

## Låtlista
Alla låtar är skrivna av Michael Jackson om inget annat namn anges.
1. "Blood on the Dance Floor" (Michael Jackson, Teddy Riley) – 4:11
2. "Morphine" (Michael Jackson) – 6:29
3. "Superfly Sister"  (Michael Jackson, Bryan Loren) – 6:27
4. "Ghosts" (Michael Jackson, Teddy Riley) – 5:13
5. "Is It Scary" (Michael Jackson, James Harris III, Terry Lewis) – 5:35
6. "Scream Louder (Flyte Tyme Remix)" (James Harris III, Terry Lewis, Michael Jackson, Janet Jackson) – 5:27
7. "Money (Fire Island Radio Edit)" (Michael Jackson) – 4:22
8. "2 Bad (Refugee Camp Mix)" (Michael Jackson, Bruce Swedien, René Moore, Dallas Austin – 3:32
9. "Stranger in Moscow (Tee's In-House Club Mix)" (Michael Jackson) – 6:55
10. "This Time Around (D.M. Radio Mix)" (Michael Jackson, Dallas Austin) – 4:05
11. "Earth Song (Hani's Club Experience)" (Michael Jackson) – 7:55
12. "You Are Not Alone (Classic Club Mix)" (R. Kelly) – 7:38
13. "HIStory (Tony Moran's HIStory Lesson)" (Michael Jackson, James Harris III, Terry Lewis) – 8:00